# Persone di cognome Burns
| Questa pagina contiene informazioni ricavate automaticamente dalle voci biografiche con l'ausilio del template Bio e di un bot. L'aggiornamento è periodico e automatico e ricostruisce completamente la pagina. Se manca una persona in questa lista, sei pregato di non aggiungerla, ma accertati piuttosto che la sua voce biografica contenga il template Bio e che i dati anagrafici siano correttamente compilati. Se il template Bio manca, inseriscilo tu stesso o, in alternativa, metti l'avviso {{tmp\|Bio}} che ne segnala la mancanza. Se i dati riportati sono sbagliati, correggi direttamente la voce biografica; le modifiche saranno visibili in questa lista entro pochi giorni. Per chiarimenti vedi il progetto antroponimi. La lista contiene solo le 89 persone che sono citate nell'enciclopedia e per le quali è stato implementato correttamente il template Bio. Pagina aggiornata al 23 lug 2025. |

Questa è una lista di persone presenti nell'enciclopedia che hanno il cognome Burns, suddivise per attività principale.

## Allenatori di football americano(1)
- Keith Burns, allenatore di football americano statunitense (Hurst, n. 1960)

## Allenatori di hockey su ghiaccio(1)
- Pat Burns, allenatore di hockey su ghiaccio canadese (Saint-Henri, n. 1952 - Sherbrooke, † 2010)

## Attiviste(1)
- Lucy Burns, attivista statunitense (Kings County, n. 1879 - Brooklyn, † 1966)

## Attori(14)
- Bob Burns, attore statunitense (Glendive, n. 1884 - Los Angeles, † 1957)
- Bobby Burns, attore e regista cinematografico statunitense (Filadelfia, n. 1878 - Los Angeles, † 1966)
- David Burns, attore e cantante statunitense (New York, n. 1902 - Filadelfia, † 1971)
- Edmund Burns, attore statunitense (Filadelfia, n. 1892 - Los Angeles, † 1980)
- Edward Burns, attore, regista e sceneggiatore statunitense (New York, n. 1968)
- Fred Burns, attore statunitense (Fort Keogh, n. 1878 - Los Angeles, † 1955)
- Jack Burns, attore e doppiatore statunitense (Boston, n. 1933 - Los Angeles, † 2020)
- Jere Burns, attore statunitense (Cambridge, n. 1954)
- Mark Burns, attore britannico (Bromsgrove, n. 1936 - Londra, † 2007)
- Neal Burns, attore e regista statunitense (Bristol, n. 1892 - Los Angeles, † 1969)
- Paul E. Burns, attore statunitense (Filadelfia, n. 1881 - Van Nuys, † 1967)
- Stephen W. Burns, attore statunitense (Elkins Park, n. 1954 - Santa Barbara, † 1990)
- Tim Burns, attore, produttore cinematografico e regista australiano (Canberra, n. 1953)
- Wayne Burns, attore canadese

## Attrici(11)
- Beulah Burns, attrice statunitense (Cody, n. 1908 - San Francisco, † 1970)
- Brooke Burns, attrice, modella e conduttrice televisiva statunitense (Dallas, n. 1978)
- Catherine Burns, attrice statunitense (New York, n. 1945 - Lynden, † 2019)
- Catherine Lloyd Burns, attrice statunitense (New York, n. 1961)
- Emilia Burns, attrice australiana (Brisbane, n. 1982)
- Heather Burns, attrice statunitense (Chicago, n. 1975)
- Helen Burns, attrice britannica (Londra, n. 1916 - † 2018)
- Karla Burns, attrice e mezzosoprano statunitense (Wichita, n. 1954 - Wichita, † 2021)
- Marilyn Burns, attrice statunitense (Erie, n. 1949 - Houston, † 2014)
- Marion Burns, attrice statunitense (Los Angeles, n. 1907 - Laguna Niguel, † 1993)
- Sarah Burns, attrice statunitense (Long Island, n. 1981)

## Batteristi(1)
- Bob Burns, batterista statunitense (Jacksonville, n. 1950 - Cartersville, † 2015)

## Calciatori(8)
- Bobby Burns, calciatore nordirlandese (Belfast, n. 1999)
- Francis Burns, ex calciatore scozzese (Glenboig, n. 1948)
- Jacob Burns, ex calciatore australiano (Sydney, n. 1978)
- Kenny Burns, ex calciatore scozzese (Glasgow, n. 1953)
- Nathan Burns, calciatore australiano (Orange, n. 1988)
- Tim Burns, ex calciatore inglese (n. 1947)
- Tommy Burns, calciatore e allenatore di calcio scozzese (Glasgow, n. 1956 - Glasgow, † 2008)
- Wesley Burns, calciatore gallese (Cardiff, n. 1994)

## Calciatrici(2)
- Emily Burns, calciatrice canadese (Sherwood Park, n. 1997)
- Jacqueline Burns, calciatrice nordirlandese (Cookstown, n. 1997)

## Cantanti(3)
- Jake Burns, cantante e chitarrista britannico (Belfast, n. 1958)
- Pete Burns, cantante, musicista e personaggio televisivo britannico (Port Sunlight, n. 1959 - Londra, † 2016)
- Captain Sensible, cantante, chitarrista e compositore britannico (Balham, n. 1954)

## Cestisti(5)
- Jim Burns, cestista statunitense (McLeansboro, n. 1945 - † 2020)
- Christian Burns, cestista statunitense (Trenton, n. 1985)
- David Burns, ex cestista statunitense (Dallas, n. 1958)
- Deondre Burns, cestista statunitense (Jackson, n. 1997)
- Evers Burns, ex cestista e allenatore di pallacanestro statunitense (Baltimora, n. 1971)

## Chitarristi(3)
- Jimmy Burns, chitarrista e cantante statunitense (Dublin, n. 1943)
- Stef Burns, chitarrista statunitense (Oakland, n. 1959)
- Vinny Burns, chitarrista inglese (Oldham, n. 1965)

## Comici(1)
- George Burns, comico e attore statunitense (New York, n. 1896 - Los Angeles, † 1996)

## Diplomatici(1)
- R. Nicholas Burns, diplomatico e ambasciatore statunitense (Buffalo, n. 1956)

## Dirigenti d'azienda(1)
- Ursula Burns, manager statunitense (New York, n. 1958)

## Dirigenti sportivi(1)
- Mike Burns, dirigente sportivo e ex calciatore statunitense (Marlborough, n. 1970)

## Discoboli(1)
- Art Burns, ex discobolo statunitense (Washington, n. 1954)

## Fumettisti(1)
- Charles Burns, fumettista e illustratore statunitense (Washington, n. 1955)

## Generali(2)
- Eedson Burns, generale canadese (Westmount, n. 1897 - Manotick, † 1985)
- George Burns, generale britannico (n. 1911 - † 1997)

## Giocatori di football americano(1)
- Brian Burns, giocatore di football americano statunitense (Fort Lauderdale, n. 1998)

## Giocatori di lacrosse(1)
- Billy Burns, giocatore di lacrosse canadese (East Oxford, n. 1875 - Winnipeg, † 1953)

## Giocatori di snooker(1)
- Ian Burns, giocatore di snooker inglese (Preston, n. 1985)

## Golfisti(1)
- Sam Burns, golfista statunitense (Shreveport, n. 1996)

## Hockeisti su ghiaccio(1)
- Brent Burns, hockeista su ghiaccio canadese (Barrie, n. 1985)

## Musiciste(1)
- Megan Burns, musicista e attrice inglese (Liverpool, n. 1986)

## Nuotatori(1)
- Marvin Burns, nuotatore e pallanuotista statunitense (Santa Ana, n. 1928 - † 1990)

## Pianisti(1)
- Ralph Burns, pianista, arrangiatore e compositore statunitense (Newton, n. 1922 - Los Angeles, † 2001)

## Piloti di rally(1)
- Richard Burns, pilota di rally britannico (Reading, n. 1971 - Westminster, † 2005)

## Piloti motociclistici(1)
- Chris Burns, pilota motociclistico britannico (Newcastle upon Tyne, n. 1980)

## Poeti(1)
- Robert Burns, poeta e compositore scozzese (Alloway, n. 1759 - Dumfries, † 1796)

## Politici(4)
- Conrad Burns, politico e militare statunitense (Gallatin, n. 1935 - Billings, † 2016)
- John A. Burns, politico statunitense (Fort Assinniboine, n. 1909 - Honolulu, † 1975)
- William Haydon Burns, politico statunitense (Chicago, n. 1912 - Jacksonville, † 1987)
- William Joseph Burns, politico e diplomatico statunitense (Fort Bragg, n. 1956)

## Produttori cinematografici(1)
- Michael Burns, produttore cinematografico statunitense (Long Branch, n. 1958)

## Produttori discografici(1)
- Scott Burns, produttore discografico e programmatore statunitense

## Produttori televisivi(1)
- Jason Burns, produttore televisivo statunitense

## Pugili(2)
- Ricky Burns, pugile britannico (Coatbridge, n. 1983)
- Tommy Burns, pugile canadese (Hanover, n. 1881 - Vancouver, † 1955)

## Registi(1)
- Ken Burns, regista statunitense (New York, n. 1953)

## Rugbiste a 15(1)
- Gill Burns, rugbista a 15, dirigente sportivo e insegnante britannico (Prescot, n. 1964)

## Rugbisti a 15(1)
- Freddie Burns, rugbista a 15 inglese (Bath, n. 1990)

## Sceneggiatori(1)
- Scott Z. Burns, sceneggiatore, regista e produttore cinematografico statunitense (Golden Valley, n. 1962)

## Scrittori(1)
- Rex Burns, scrittore statunitense (San Diego, n. 1935)

## Scrittrici(1)
- Anna Burns, scrittrice britannica (Belfast, n. 1962)

## Taekwondoka(1)
- Lauren Burns, taekwondoka australiana (Melbourne, n. 1974)

## Velocisti(1)
- Marc Burns, velocista trinidadiano (Port of Spain, n. 1983)

## Vescovi cattolici(2)
- Edward James Burns, vescovo cattolico statunitense (Pittsburgh, n. 1957)
- Joseph Mark Siegel, vescovo cattolico statunitense (Joliet, n. 1963)

## Wrestler(1)
- Matt Burns, ex wrestler statunitense (Minneapolis, n. 1980)